# Distretto di Coris
Il distretto di Coris è un distretto del Perù nella provincia di Aija (regione di Ancash) con 2.121 abitanti al censimento 2007 dei quali 453 urbani e 1.668 rurali.
È stato istituito il 10 febbraio 1922.